# Morgan Wallen
Morgan Cole Wallen (Sneedville, Tennessee; 13 de mayo de 1993) es un cantante y compositor estadounidense de música country, en marzo de 2023, alcanza la más alta posición del Billboard 200 tras vender 500.000 copias en una semana de su disco One Thing at a Time, además logra colocar cinco temas de dicho álbum en el top 10 del Billboard Hot 100, siendo «Last Night» el obtener el número #1.
Anteriomente había firmado con la discográfica Big Loud Records, lanzando cuatro sencillos: «The Way I Talk», «Up Down», que colabora Florida Georgia Line, «Whiskey Glasses» y «Chasin 'You». El disco Dangerous: The Double Album en 2021 alcanza también buenas ventas en Estados Unidos.

## Biografía
Morgan nació en Sneedville, Tennessee. Su padre era pastor bautista y cuando era niño, Morgan tomó clases de piano y violín. Le ofrecieron una beca para jugar béisbol en la universidad, pero después de una lesión, decidió buscar música en su lugar.

## Carrera

### 2014:The Voice
In 2014, Morgan compitió en sexta temporada de The Voice, inicialmente como parte del equipo de Usher y luego del equipo de Adam Levine. Fue eliminado durante los Playoffs.
| Stage            | Canción                             | Artista original     | Fecha               | Orden | Resultado                                   |
| ---------------- | ----------------------------------- | -------------------- | ------------------- | ----- | ------------------------------------------- |
| Blind Audition   | «Collide»                           | Howie Day            | 4 de marzo de 2014  | 4.2   | Shakira y Usher fue turno Unió Equipo Usher |
| Battles, Round 1 | «Hey Brother» (vs. Brothers Walker) | Avicii               | 18 de marzo de 2014 | 9.5   | Salvado por el jurado                       |
| Battles, Round 2 | «Story of My Life» (vs. Stevie Jo)  | One Direction        | 1 de abril de 2014  | 15.4  | Derrotado Robado por Adam Levine            |
| Playoffs         | «Stay»                              | Florida Georgia Line | 14 de abril de 2014 | 18.9  | Eliminado                                   |

### 2016–presente: Big Loud Records yIf I Know Me
A finales de 2016, Morgan firmó con Big Loud Records, un sello propiedad del productor discográfico Joey Moi. Lanzó su sencillo debut «The Way I Talk» poco después. Además, coescribió el sencillo A Thousand Horses «Preachin 'to the Choir». En abril de 2017, Morgan lanzó un video musical para «The Way I Talk». También se unió a Florida Georgia Line para establecer fechas en su Dig Your Roots Tour.
El 27 de abril de 2018, Morgan lanzó su álbum debut, If I Know Me. El segundo sencillo del álbum, «Up Down», fue grabado con Florida Georgia Line. Según Morgan, él y Florida Georgia Line se reunieron como se conocían, y cuando FGL escuchó el sencillo, se interesaron en una colaboración. El tercer sencillo del álbum «Whiskey Glasses» se lanzó a la radio country el 30 de julio de 2018. Llegó al número uno en Country Airplay en junio de 2019. Morgan se unió a Florida Georgia Line en su Can't Say I Ain 't Country Tour en 2019. Morgan también hizo una breve aparición en el episodio del 3 de diciembre de 2018 de WWE Raw. «Whiskey Glasses» se convirtió en la canción número 1 de fin de año en la radio country para 2019.

## Vida personal
En mayo de 2020, Wallen fue arrestado a las afueras del bar de Kid Rock en Nashville por intoxicación y desorden público. Wallen pidió perdón diciendo que él y sus amigos "no pretendían causar ningún mal". El 10 de julio de 2020, Wallen le dio la bienvenida a su hijo Indigo Wilder con su exprometida, Katie Smith.

## Discografía

### Álbumes de estudio
- If I Know Me[14] (2018)
- Dangerous: The Double Album  (2021)
- One thing at a time  (2023)

### Extended plays
- The Way I Talk (2016)
- Morgan Wallen (2018)

### Sencillos
- «The Way I Talk» (2016)
- «Up Down» (con Florida Georgia Line) (2017)
- «Whiskey Glasses» (2018)
- «Chasin' You» (2019)
- «Last Night» (2023)
- «I Had Some Help»  (con Post Malone) (2024)
- «Love Somebody» (2024)

### Colaboraciones
- «Heartless»[15] (Diplo Presents Thomas Wesley con Morgan Wallen) (2019)

### Otras canciones
- «Cover Me Up» (2019)

### Videos musicales
| Año  | Video                                | Director(es)   | Productor(es) |
| ---- | ------------------------------------ | -------------- | ------------- |
| 2017 | «The Way I Talk»                     | TK McKamy      | Joel Hartz    |
| 2017 | «Up Down» (con Florida Georgia Line) | Justin Clough  |               |
| 2018 | «Not Good at Not» (live)             | Paul Miller    |               |
| 2018 | «Whiskey Glasses»                    | Justin Clough  |               |
| 2019 | «Chasin' You»                        | Justin Clough  |               |
| 2019 | «Whatcha Know 'Bout That» (live)     | Justin Clough  |               |
| 2019 | «Whiskey Glasses» (live)             | Joe DeMaio     |               |
| 2019 | «Happy Hour» (live)                  |                |               |
| 2019 | «Heartless» (con Thomas Wesley)      | Brandon Dermer | Jonas Dolkart |
| 2019 | «Cover Me Up» (short film)           | Justin Clough  | Ben Skipworth |
| 2020 | «7 Summers» (short film)             | Justin Clough  |               |

## Premios y nominaciones
| Año  | Asociación                       | Categoría                      | Nominación        | Resultado | Ref.   |
| ---- | -------------------------------- | ------------------------------ | ----------------- | --------- | ------ |
| 2019 | CMT Music Awards                 | Breakthrough Video of the Year | «Whiskey Glasses» | Nominado  | [ 16 ] |
| 2019 | Country Music Association Awards | New Artist of the Year         | El mismo          | Nominado  | [ 17 ] |

## Giras

### Principal
- If I Know Me Tour (2019)

- Monster Energy presents Whiskey Glasses Roadshow (2020)

### Telonero
- Dig Your Roots Tour (2016) con Florida Georgia Line

- Smooth Tour (2017) con Florida Georgia Line

- Can't Say I Ain't Country Tour (2019) con Florida Georgia Line

- Beer Never Broke My Heart Tour (2019) con Luke Combs

- We Back Tour (2020) con Jason Aldean